# Легенда про піаніста (фільм)
«Легенда про піаніста» (італ. «La leggenda del pianista sull'oceano» — «Легенда про піаніста посеред океану», англ. Legend of 1900 — «Легенда про Тисяча дев'ятисотого») — кінофільм італійського режисера Джузеппе Торнаторе в жанрі музичної драми.

## Сюжет
Після чергового прибуття лайнера «Вірджинія» у 1900 році з Європи в США кочегар Денні Будмен в салоні 1-го класу знаходить хлопчика, залишеного своїми іммігрантськими батьками в торговому ящику від лимонів. Так і з'явилося ім'я, дане всією командою — Danny Boodman T.D. Lemons 1900 хоча всі називали його — тисячадевятисотий, за роком народження. Наш герой — людина з незвичайним ім'ям, знайдений незвичайним чином, і подальша його доля теж виходить за рамки життя звичайної людини. Чому легенда? Тому що про долю цієї людини, ім'я якого не значиться в жодному документі, знають лише ті, хто одного разу зіткнувся з ним. Він став найталановитішим музикантом, але він ніколи не залишав корабель, на якому народився, не покидав свій світ, в якому навчався читати по бюлетенях скачок, в якому навчився розуміти людей і творити геніальну музику. Весь фільм перед героєм постає вибір, зробивши який він, можливо, переверне не тільки своє життя, а й життя мільйонів людей, але щось його весь час зупиняє. Зійде чи ні він на берег?

## Виробництво
Значна частина зйомок проходила в Одесі. Зокрема, перші кадри фільму були зняті на Потьомкінських сходах, сидячи на яких Макс Туні грає на трубі.
Джузеппе Торнаторе вирішив знімати в Одесі не лише через те, що це було дешево, але й тому що надихався фільмом «Броненосець „Потьомкін“» Сергія Ейзенштейна.
Усі епізоди на палубі корабля були зняті в Одеській затоці. Для цього орендували старе радянське судно «Лісозаводськ» і задекорували його під корабель початку 20-го століття, зокрема оснастили палубу трубою. Деякі зйомки проводили у відкритому морі, для цього «Лісозаводск» буксирувало рятувальне судно.
Деякі сцени були зняті на колишній бійні у Римі.

## Нагороди
| Рік  | Назва організації                               | Нагорода                  | Категорія                                                                    | Результат                       |
| ---- | ----------------------------------------------- | ------------------------- | ---------------------------------------------------------------------------- | ------------------------------- |
| 1999 | Camerimage                                      | Golden Frog               | Лойош Колтай за найкращу операторську роботу                                 | Програно фільму Єлизавета       |
| 1999 | Девід ді Донателло                              | Девід                     | Лайош Колтай зп крайкращу операторську роботу                                | Перемога                        |
| 1999 | Девід ді Донателло                              | Девід                     | Мауріціо Мілленотті за найкращі костюми                                      | Перемога                        |
| 1999 | Девід ді Донателло                              | Девід                     | Джузеппе Торнаторе на найкращого режисера                                    | Перемога                        |
| 1999 | Девід ді Донателло                              | Девід                     | Енніо Морріконе найкраща музика                                              | Перемога                        |
| 1999 | Девід ді Донателло                              | Девід                     | Франческо Фріджері на найкращого продюсера фільму                            | Перемога                        |
| 1999 | Девід ді Донателло                              | Девід                     | найкращий фільм                                                              | програно фільму Fuori Dal Mondo |
| 1999 | Девід ді Донателло                              | Девід                     | найкращий сценарій                                                           | програно фільму Fuori Dal Mondo |
| 1999 | Девід ді Донателло                              | Scholars Jury David       | Джузеппе Торнаторе                                                           | Перемога                        |
| 1999 | European Film Awards                            | European Film Award       | Лайош Колтай на найкращого оператора (also for Sunshine)                     | Перемога                        |
| 1999 | Національний спілка італійських кіножурналістів | Nastro d'Argento          | Мауріціо Мілленотті за найкращий дизайн костюмів                             | Перемога                        |
| 1999 | Національний спілка італійських кіножурналістів | Nastro d'Argento          | Джузеппе Торнаторе за найкращого режисера                                    | Перемога                        |
| 1999 | Національний спілка італійських кіножурналістів | Nastro d'Argento          | Найкращий продюсер                                                           | Перемога                        |
| 1999 | Національний спілка італійських кіножурналістів | Nastro d'Argento          | Франческо Фріджері за найкращий виробничий дизайн                            | Перемога                        |
| 1999 | Національний спілка італійських кіножурналістів | Nastro d'Argento          | Джузеппе Торнаторе за найкращий сценарій                                     | Перемога                        |
| 1999 | Національний спілка італійських кіножурналістів | Nastro d'Argento Speciale | Енніо Морріконе за найкращу музичну композицію                               | Перемога                        |
| 2000 | Golden Globes                                   | Golden Globe Award        | Енніо Морріконе за найкращий оригінальний саундтрек                          | Перемога                        |
| 2000 | Guild of German Art House Cinemas               | Guild Film Award — Silver | Джузеппе Торнаторе за найкращий іноземний фільм                              | Перемога                        |
| 2000 | Satellite Awards                                | Golden Satellite Award    | Francesco Frigeri and Bruno Cesari for Best Art Direction, Production Design | програно фільму Сонна лощина    |
| 2000 | Satellite Awards                                | Golden Satellite Award    | Енніо Морріконе за найкращий оригінальний саундтрек                          | програно фільмуСонна лощина     |